# Леонарди, Иоанн
Святой Иоа́нн (Джова́нни) Леона́рди (итал. Giovanni Leonardi, 1541[…], Дьечимо, Тоскана — 9 октября 1609[…], Рим), в монашестве Иоанн Божией Матери — итальянский католический священник, основатель Ордена регулярных клириков Божией Матери.

## Жизнь
Родился в семье среднего класса в Дьечимо (ныне в коммуне Борго-а-Моццано), республика Лукка. С детства искал уединения и хотел посвятить себя молитве и медитации. Десять лет учился, чтобы стать сертифицированным помощником фармацевта в Лукке. После этого получил религиозное образование и был рукоположен в сан священника в 1572 году. Посвятил себя христианскому воспитанию подростков в своём приходе, вместе с группой мирян работал в больницах и тюрьмах.
В 1574 году основал группу, занимавшуюся распространением христианской веры; инициатива была частью движения Контрреформации. Заинтересовавшись реформами, начатыми Тридентским собором, выступил с инициативой основать новую конгрегацию светских священников для обращения грешников и восстановления церковной дисциплины. В 1583 году ассоциация, известная как «Отцы Лукки», была утверждена епископом Лукки с одобрения папы Григория XIII. В 1595 году конгрегацию официально утвердил папа Климент VIII.
Из-за недовольства влиятельных политиков Лукки Леонарди пришлось переехать в Рим, где он завёл дружбу со святым Филиппом Нери. Нери, ставший его духовным наставником, высоко ценил твёрдость и рассудительность Леонарди. В 1596 году папа Климент VIII назначил Леонарди апостольским комиссаром, ответственным за реформу бенедиктинских монахов Ордена Монте-Верджине; в 1601 году их кардинал-протектор поручил ему провести аналогичную реформу среди валломброзиан.
В 1603 году вместе с кардиналом Ж. Вивесом основал семинарию, занимавшуюся философской и богословской подготовкой священников-миссионеров. В 1621 году община стала официально называться Орденом регулярных клириков Божией Матери.

## Почитание
Беатифицирован 10 ноября 1861 году папой Пием IX; канонизирован 17 апреля 1938 году папой Пием XI. Мощи находятся в церкви Санта-Мария-ин-Кампителли в районе Сант-Анджело в Риме.
День памяти — 9 октября.